# Insert (SQL)
INSERT — оператор мови SQL, котрий додає рядки в таблицю або view.
В реляційній СКБД можна визначити два варіанти оператора INSERT.
- Однорядковий оператор INSERT дозволяє додавати в таблицю один новий рядок. Він широко використовується в повсякденних аплікаціях, наприклад програмах введення даних.
- Багаторядковий оператор INSERT забезпечує витягування даних з однієї частини бази даних, їх трансформацію і додавання в іншу частину. Використовується зазвичай при пакетній обробці і створенні нових даних.

## Однорядковий INSERT
Синтаксис оператора INSERT виглядає так:
```
INSERT INTO таблиця (колонка1, [колонка2, ... ]) VALUES (значення1, [значення2, ...]) 

```

Для SQL2(SQL-92) є дійсним більш розширений синтаксис
```
INSERT [INTO] 
    { table_name WITH ( < table_hint_limited > [ ...n ] ) 
        | view_name 
        | rowset_function_limited 
    } 

    {    [ ( column_list ) ] 
        { VALUES 
            ( { DEFAULT | NULL | expression } [ ,...n] ) 
            | derived_table 
            | execute_statement 
        } 
    } 
    | DEFAULT VALUES 

< table_hint_limited > ::= 
    { FASTFIRSTROW 
        | HOLDLOCK 
        | PAGLOCK 
        | READCOMMITTED 
        | REPEATABLEREAD 
        | ROWLOCK 
        | SERIALIZABLE 
        | TABLOCK 
        | TABLOCKX 
        | UPDLOCK 
    } 

```

## Багаторядковий INSERT
Синтаксис
```
INSERT INTO таблиця (колонка1, [колонка2, ... ]) SELECT (колонка1a, [колонка2a, ...]) FROM таблиця_вибірки WHERE ...  

```

В запис, що міститься в середині багаторядкового оператора INSERT, стандарт SQL1 вимагає деяких логічних обмежень:
- В запит не можна включати ORDER BY.
- Таблиця результату запиту повинна містити таку ж кількість колонок, що і оператор INSERT.
- Запит не може бути запитом на об'єднання кількох різних операторів SELECT.
- Ім'я цільової таблиці оператора INSERT не може бути присутнім в виразі FROM запиту на читання чи любого запиту, вкладеного в нього. Таким чином забороняється додавання таблиці саму в себе.

В стандарті SQL2 останні два обмеження були послаблені і в запиті дозволяється об'єднання операторів, об'єднання таблиць і виразів, дозволяється «самододавання».